# Pseuderanthemum thelothrix
Pseuderanthemum thelothrix är en akantusväxtart som beskrevs av Emery Clarence Leonard. Pseuderanthemum thelothrix ingår i släktet Pseuderanthemum och familjen akantusväxter. Inga underarter finns listade i Catalogue of Life.